# Kambodschanische Badmintonmeisterschaft 1960
Die Kambodschanische Badmintonmeisterschaft 1960 fand in Phnom Penh statt. Es war die dritte Austragung der nationalen Titelkämpfe von Kambodscha im Badminton.

## Titelträger
| Disziplin    | Sieger                    |
| ------------ | ------------------------- |
| Herreneinzel | Smas Slayman              |
| Dameneinzel  | Du Soi Lan                |
| Herrendoppel | Smas Slayman Yan Saravuth |
| Damendoppel  | nicht ausgetragen         |
| Mixed        | nicht ausgetragen         |